# 王淑民

明王淑民书金刚经塔轴

王淑民（1537年—1576年），字民敬，號镜泉，陝西西安府咸寧縣（今屬西安市）籍，四川合江縣人，明朝政治人物。

## 生平
嘉靖三十七年（1558年）戊午科陕西乡试第五十名舉人，隆慶五年（1571年）辛未科第三甲第一百零四名進士出身。户部觀政，授大同山阴知县，降大谷县丞，六年升饶阳县知县，萬曆元年（1573年）调任遷安縣知縣，四年卒。

## 家族
曾祖王信，祖王文廣，父王棟，母于氏。永感下。兄添民，弟澤民（監生）；俊民（監生）；新民；治民；淳民；淶民；洽民；𣱼民；濟民；漸民；潤民；溥民。